# ببغاء فوربس
ببغاء فوربس (باللاتينية: Forpus) ، هو جنس من الطيور ينتمي إلى بستاكيداي (فصيلة: Psittacidae) .

## الأنواع
- ببغاء فوربس اخضر العقب ، Forpus passerinus
- Mexican parrotlet (Forpus cyanopygius)
- Blue-winged parrotlet (Forpus xanthopterygius)
- Spectacled parrotlet (Forpus conspicillatus)
- Dusky-billed parrotlet (Forpus modestus)
- Pacific parrotlet (Forpus coelestis)
- ببغاء أصفر الوجه (Forpus xanthops)